# Micha Marah
Micha Marah, artiestennaam van Aldegonda Angelina Francisca Leppens (Oosthoven, 26 september 1953), is een Belgische zangeres.

## Biografie

### Beginjaren
Micha Marah bracht in 1969 haar eerste single uit, getiteld De majoretten. Zij was toen amper 16 jaar. Twee jaar later, in 1971, werd Marah nationaal bekend dankzij deelname aan Canzonissima. Tijdens dit programma, waarin de Belgische afvaardiging voor het Eurovisiesongfestival van dat jaar werd gekozen, presenteerde zij de liedjes Tamboerke, Ik ben zeventien. Die ring en Balabaloe. Ondanks dat Nicole & Hugo werden uitverkoren om naar het songfestival te gaan, bereikte Tamboerke de hitparade en werd het Marahs eerste hit. Haar tweede hit was Die heerlijke wereld, een bewerking van Un mundo nuevo, de Spaanse songfestivalbijdrage van 1971. Haar ster rees snel dat jaar, want zij deed mee aan het fameuze liedjesfestival Knokke Cup en stond ook in de hitparade met de liedjes Ik ben een meisje, Sterren aan de hemel en Hasta Mañana (een cover van ABBA).
Marah trad op in binnen- en buitenland. In 1975 waagde zij met 't Is over nog eens haar kansen voor het Eurovisiesongfestival. Zij deed dat samen met The Pebbles, een populaire band. Maar het was Ann Christy die gekozen werd als de Belgische inzending. Inmiddels was Micha Marah wel een gevestigde naam in de Vlaamse showbusiness.

### Eurovisiesongfestival
In 1979 werd Marah door de BRT intern uitgekozen om België te vertegenwoordigen op het Eurovisiesongfestival van dat jaar in Jeruzalem. Tijdens de Belgische preselectie op 3 maart 1979 zong ze drie liedjes: Mijn dagboek, Comment ça va en Hey nana. Het laatste werd gekozen als de uiteindelijke inzending. Marah verfoeide het liedje echter en dreigde zich terug te trekken. De situatie dreigde te escaleren toen ze Hey nana als plagiaat wilde laten aanmerken met de bedoeling het te diskwalificeren. Koorzangeres Nancy Dee werd benaderd als vervangster. Uiteindelijk reisde Micha Marah toch af naar Israël, waar zij op 31 maart 1979 het gewraakte liedje zong. Ze eindigde er als 18de en gedeelde laatste. Daarna wilde ze Hey nana nooit meer zingen. Haar versie verscheen ook niet op plaat. Op verzoek van Milo Decoster (Barclay) bracht componist Charles Dumolin de versie wel uit.
Na het songfestivaldrama ging ze onverdroten verder. Ze wisselde vaak van stijl. Zo bracht ze in 1983 een LP met kinderliedjes uit, getiteld Alleen voor kinderen. Dit bleek een succes en er volgden er meer, deel 2 in 1984 en deel 3 in 1985. Ook was ze samen met Marijn Devalck als tv-presentatrice te zien in het jeugdprogramma Stad op stelten. In de jaren tachtig en negentig presenteerde zij radioprogramma's als Hadiemicha en Kwistig met muziek op Radio 2. Ook was zij in allerlei televisieprogramma's te zien als zangeres, actrice of panellid.
In september 1993 bracht ze naar aanleiding van haar veertigste verjaardag een single uit met de toepasselijke titel Veertig jaar. Zij brak ook met de zogenaamde schlagers, die zij in met name de jaren tachtig op haar repertoire had staan.

### Latere jaren
Marah bleef tot in 2000 singles en albums uitbrengen, ook in de Engelse taal. Zij raakte geïnspireerd door Ierse folksongs en bracht in 1998 een album met bewerkingen uit. De zangeres liet zich hier van een nog onbekende kant zien. Anno 2006 maakte ze samen met Alana Dante en Sandra Kim deel uit van de Soul DivaZ. Zij brachten een repertoire van hits uit de jaren zestig.
In 2016 startte Micha Marah bij MENT TV met ‘Hadiemicha 2.0’, een nieuwe versie van het radioprogramma dat ze eerder op BRT 2 presenteerde. In haar programma nodigt ze een BV of artiest uit. De astrologe Erna Droesbeke licht het karakter van de gast(e) door.

## Discografie

### Hitnoteringen
| Single met hitnotering(en) in de Vlaamse Ultratop 50 | Datum van verschijnen | Datum van binnenkomst | Hoogste positie | Aantal weken | Opmerkingen                                         |
| ---------------------------------------------------- | --------------------- | --------------------- | --------------- | ------------ | --------------------------------------------------- |
| Tamboerke                                            | 1971                  | 20-02-1971            | 13              | 7            | Nr. 2 in de Vlaamse Top 10                          |
| Lange haren                                          | 1971                  | 17-07-1971            | 23              | 6            | Nr. 4 in de Vlaamse Top 10                          |
| Niets is mij teveel                                  | 1991                  | 24-08-1991            | 15              | 6            | met Luc Steeno Nr. 1 in de Vlaamse Top 10           |
| Only a woman's heart                                 | 1997                  | 15-03-1997            | tip9            | -            | met Margriet Hermans                                |
| Supermedicijn                                        | 2016                  | 20-02-2016            | tip             | -            | met Connie Neefs Nr. 18 in de Vlaamse Top 50        |
| Ik droom jou in kleur                                | 2016                  | 09-07-2016            | tip             | -            | met Fatih Nr. 30 in de Vlaamse Top 50               |
| Jij                                                  | 2017                  | 11-02-2017            | tip22           | -            | Nr. 13 in de Vlaamse Top 50                         |
| Liefdesliedjes                                       | 2017                  | 27-05-2017            | tip9            | -            | Nr. 5 in de Vlaamse Top 50                          |
| Als ik naar hem kijk                                 | 2018                  | 24-03-2018            | tip40           | -            | Nr. 12 in de Vlaamse Top 50                         |
| Verloren strijd                                      | 2018                  | 29-09-2018            | tip             | -            | met Music Show Scotland Nr. 34 in de Vlaamse Top 50 |
| Turks fruit                                          | 2019                  | 27-04-2019            | tip             | -            | Nr. 21 in de Vlaamse Top 50                         |
| Clap clap                                            | 2020                  | 27-06-2020            | tip             | -            | Nr. 27 in de Vlaamse Top 50                         |

| Single met eventuele hitnotering(en) in de Nederlandse Top 40 | Datum van verschijnen | Datum van binnenkomst | Hoogste positie | Aantal weken | Opmerkingen                                                                  |
| ------------------------------------------------------------- | --------------------- | --------------------- | --------------- | ------------ | ---------------------------------------------------------------------------- |
| Wie gaat er mee                                               | 1987                  | 20-06-1987            | -               | -            | met Dennie Christian, Mieke en Freddy Breck Nr. 89 in de Nationale Hitparade |
| Echte vrienden blijven vrienden                               | 1987                  | 19-12-1987            | tip             | -            | met Dennie Christian en Mieke Nr. 42 in de Nationale Hitparade               |
| Afscheid is een beetje als sterven                            | 1988                  | 07-05-1988            | -               | -            | Nr. 72 in de Nationale Hitparade                                             |
| Samen dansen                                                  | 1989                  | 18-02-1989            | -               | -            | met Dennie Christian en Freddy Breck Nr. 77 in de Nationale Hitparade        |

| Album met eventuele hitnotering(en) in de Nederlandse Album Top 100 | Datum van verschijnen | Datum van binnenkomst | Hoogste positie | Aantal weken | Opmerkingen                                                   |
| ------------------------------------------------------------------- | --------------------- | --------------------- | --------------- | ------------ | ------------------------------------------------------------- |
| Vrolijk kerstfeest                                                  | 1987                  | 12-12-1987            | 8               | 5            | met Dennie Christian, Mieke en Freddy Breck                   |
| Kerstfeest met                                                      | 1991                  | 14-12-1991            | 81              | 2            | met Dennie Christian, Marga Bult, Freddy Breck en Marc & Dave |

### Overige singles
- De majoretten (1969)
- Ik heb geen mannequintalent (1969)
- Sakisamba (1970)
- Mijn rendez-vous (1970, Nr. 6 in de Vlaamse Top 10)
- Alles O.K.! (1970, Nr. 4 in de Vlaamse Top 10)
- Torero (1970)
- Hey jongens (1971, Nr. 7 in de Vlaamse Top 10)
- Die heerlijke wereld (1971, Nr. 6 in de Vlaamse Top 10)
- Kersen zonder stenen / Ik heb een vrolijk hart (1972)
- Johnny boy (1972)
- Mijn hippe dandy / Disc jockey Napolitano (1973)
- Mister Popcorn (1973, Nr. 10 in de Vlaamse Top 10)
- Hasta mañana (1974)
- Ik zal altijd van je houden (1974)
- Beter leven geven (1975, Nr. 8 in de Vlaamse Top 10)
- 't Is over (1975, met The Pebbles, Nr. 9 in de Vlaamse Top 10)
- Vaya con Dios (1977, Nr. 6 in de Vlaamse Top 10)
- Dibbi-dibbi-dibbi-da (1977, Nr. 7 in de Vlaamse Top 10)
- If you love me let me know (1978)
- Regen (1978, Nr. 9 in de Vlaamse Top 10)
- Want je zit er zomaar bij (1979, Nr. 8 in de Vlaamse Top 10)
- Comment ça va? (1979, Nr. 7 in de Vlaamse Top 10)
- My lullaby (1979, met The Blue Diamonds)
- Kom eens retour (1980, Nr. 4 in de Vlaamse Top 10)
- Strooi wat witte bloemen om je heen (1980)
- Show me the way (1981)
- Ik hou van alle zes (1981)
- El Caballero (1981, Nr. 5 in de Vlaamse Top 10)
- 's Nachts als je eenzaam bent (1982, Nr. 7 in de Vlaamse Top 10)
- Rozen-Martha (1983, Nr. 3 in de Vlaamse Top 10)
- Ineke, oom Guus, Johannes en de hond (1983)
- Rosetta en haar dromen (1984)
- Zestien jaar (1984, Nr. 6 in de Vlaamse Top 10)
- Kerstmis voor iedereen (1984)
- Benny (1985)
- Als je echt van iemand houdt (1985)
- Blijf van m'n vriend (1986, met The Blue Diamonds)
- Iedere dans (1986)
- Vrijdagavond (1987, Nr. 4 in de Vlaamse Top 10)
- Jij hoort bij mij (1987, met Freddy Breck)
- Waarom ging jij naar die ander (1988, Nr. 2 in de Vlaamse Top 10)
- Wij houden van de schlager (1989, met Danny Fabry en Marc & Dave)
- 't Is te gek om weer verliefd te zijn (1989, Nr. 10 in de Vlaamse Top 10)
- Ik blijf op je wachten (1989)
- M'n lieve man (1990)
- Hou me vast (1990)
- Europe together (1990, met Dennie Christian)
- En ik blijf van je houden (1991)
- En op dat ogenblik (1991)
- Is dit nu alles (1992)
- Kan ik nog geven om jou (1992)
- Veertig jaar (1993)
- Niemand (1993)
- Kerstmedley (1993, met Luc Steeno, Phil Kevin en Wendy Van Wanten)
- Verloren zoon (1995, Nr. 10 in de Vlaamse Top 10)
- I will be there (1995)
- One heart breaks (1996)
- Down in the city (1997, met Sonny Condell)
- Meet on the ledge (1998)

1956: Fud Leclerc + Mony Marc · 
1957: Bobbejaan Schoepen · 
1958: Fud Leclerc · 
1959: Bob Benny · 
1960: Fud Leclerc · 
1961: Bob Benny · 
1962: Fud Leclerc · 
1963: Jacques Raymond · 
1964: Robert Cogoi · 
1965: Lize Marke · 
1966: Tonia · 
1967: Louis Neefs · 
1968: Claude Lombard · 
1969: Louis Neefs · 
1970: Jean Vallée · 
1971: Lily Castel & Jacques Raymond · 
1972: Serge & Christine Ghisoland · 
1973: Nicole & Hugo · 
1974: Jacques Hustin · 
1975: Ann Christy · 
1976: Pierre Rapsat · 
1977: Dream Express · 
1978: Jean Vallée · 
1979: Micha Marah · 
1980: Telex · 
1981: Emly Starr · 
1982: Stella · 
1983: Pas de Deux · 
1984: Jacques Zegers · 
1985: Linda Lepomme · 
1986: Sandra Kim · 
1987: Liliane Saint-Pierre · 
1988: Reynaert · 
1989: Ingeborg · 
1990: Philippe Lafontaine · 
1991: Clouseau · 
1992: Morgane · 
1993: Barbara · 
1995: Frédéric Etherlinck · 
1996: Lisa del Bo · 
1998: Mélanie Cohl · 
1999: Vanessa Chinitor · 
2000: Nathalie Sorce · 
2002: Sergio & The Ladies · 
2003: Urban Trad · 
2004: Xandee · 
2005: Nuno Resende · 
2006: Kate Ryan · 
2007: The KMG's · 
2008: Ishtar · 
2009: Copycat · 
2010: Tom Dice · 
2011: Witloof Bay · 
2012: Iris · 
2013: Roberto Bellarosa · 
2014: Axel Hirsoux · 
2015: Loïc Nottet · 
2016: Laura Tesoro · 
2017: Blanche · 
2018: Sennek · 
2019: Eliot · 
2021: Hooverphonic · 
2022: Jérémie Makiese · 
2023: Gustaph · 
2024: Mustii · 
2025: Red Sebastian
Huidig (anno 2022):
Luc Appermont · Cara Cobbaert · Anja Daems · Sandra Deakin · Karolien Debecker · Kim Debrie · Peter De Groot · Lars De Groote · Guy De Pré · Chris Dusauchoit · Dirk Ghijs · Peter Hermans · Wouter Landuyt · Filip Ledaine · Daan Masset · Caren Meynen · Sven Pichal · Marc Pinte · Harald Scheerlinck · Siska Schoeters · Benjamien Schollaert · Showbizz Bart · Sharon Slegers · Jo Van Damme · Niels Vandeloo · Sonny Vanderheyden · Cathérine Vandoorne · Christel Van Dyck · Ruben Van Gucht · Iris Van Hoof · Vanessa Vanhove · Britt Van Marsenille · David Van Ooteghem · Peter Verhulst · Dirk Vlaeyen · Pascal Vranckx · Albrecht Wauters
Voormalig:
Luk Alloo · Johan Anthierens · Nand Baert · Erik Baeyens · Wim Bary · Jos Baudewijn · Flor Berckenbosch · Marcel Beerten · Wilfried Bertels · Marc Brillouet · Els Broeckmans · Fred Brouwers · Edwin Brys · Ro Burms · Walter Capiau · Annemie Coppieters · Harry Creemers · Karel Daerden · Christoff · Conny De Boos · Hein Decaluwé · Jessie De Caluwe · Jo met de Banjo · Gust De Coster · Martin De Jonghe · Paula De Meulder · Els De Vuyst · Frank Dingenen · Michel Follet · Jacky Geerts · Jos Ghysen · Margriet Hermans · Irene Houben · Michel Ilsen · Rita Jaenen · Chris Jonckers · Tante Kaat · Luk de Laat · Jo Leemans · Leki · Kathy Lindekens · Kris Luyten · Micha Marah · Betty Mellaerts · Kaat Mendonck · Freek Neirynck · Line Ooms · Sven Ornelis · Katrien Palmers · Gerard Pollet · Julien Put · Hugo Raspoet · Niko Reynaert · Luk Saffloer · Karel Segers · Lennart Segers · Lutgart Simoens · Rudi Sinia · Dirk Somers · Dré Steemans · Jan Theys · Gene Thomas · Wiet Van Broeckhoven · Marc Van den Hoof · Dieter Vandepitte · Karin Van den Berghe · Thomas Van der Spiegel · Kurt Van Eeghem · Wim Van Gansbeke · Els Van Herzeele · Ilse Van Hoecke · Bert Van Molle · Jan Van Rompaey · Paula Van Wilder · Louis Verbeeck · Karel Vereertbruggen · Herwig Verhovert · Luc Verschueren · Johan Verstreken · Tom Vossen · Eddy Wally · Niels William · Edwin Ysebaert · Zaki
- MusicBrainz: 26b59618-feb8-47eb-a36c-f6637de567bd